# All-Ireland Senior Football Championship 1942
L'All-Ireland Senior Football Championship 1942 fu l'edizione numero 56 del principale torneo di calcio gaelico irlandese. Dublino batté in finale Galway ottenendo il quindicesimo trionfo della sua storia.

## Semifinali
| Dublino 2 agosto 1942 | Dublino | 1-06 – 1-03 | Cavan | Croke Park (8059 spett.) |

| Dublino 19 agosto 1942 | Galway | 1-03 – 0-03 | Kerry | Croke Park (20420 spett.) |

### Finale
| Dublino 20 settembre 1942, ore 15:30 BST | Dublino | 1-10 – 1-08 | Galway | Croke Park (37105 spett.) |